# 燈籠娛樂
灯笼娛樂（英語：Lantern Entertainment）是一家成立於2018年美國獨立製片公司，其前身為溫斯坦影業。

## 歷史
2018年7月16日，位于达拉斯的股权公司Lantern Capital Partners以2.89亿美元收购了溫斯坦影業的资产。灯笼娛樂成立并获得了TWC 277电影库的版权。 2018年11月，Lantern以610万美元的价格购买了最初由溫斯坦影業发行的三部昆汀·塔伦蒂诺的作品并得到了对其的完全控制权。